# 安德鲁·麦克唐纳
安德鲁·约翰·“德鲁”·麦克唐纳（英語：Andrew John "Drew" McDonald，1955年10月19日—），美国男子水球运动员。他曾代表美国国家队参加1984年夏季奥林匹克运动会水球比赛，获得一枚银牌。